# Hiéroglyphe égyptien A18

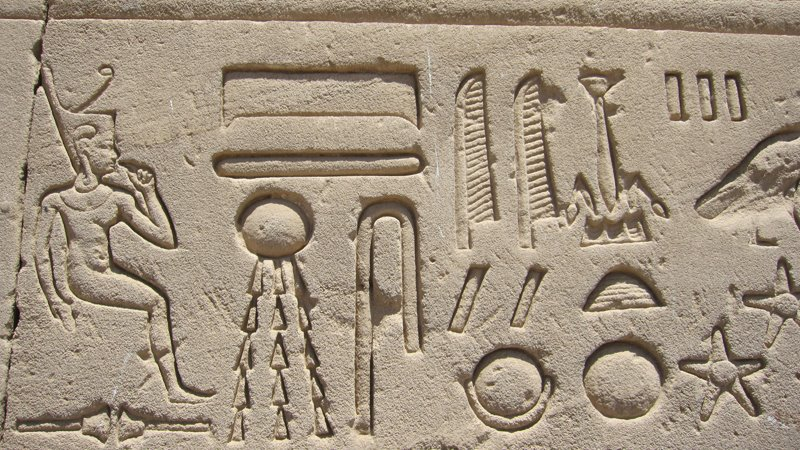
Spécimen au temple de Dendérah

Le hiéroglyphe égyptien A18 (pharaon enfant) est classifié dans la section A « L'Homme et ses occupations » de la liste de Gardiner ; il y est noté A18.

## Représentation
Il représente un enfant assis portant un doigt de sa main droite à la bouche et le bras gauche pendant (hiéroglyphe A17) portant la couronne « dšrt » de Basse-Égypte (hiéroglyphe S3). C'est donc un pharaon enfant.

## Utilisation
C'est un déterminatif de quelques mots qualifiant un enfant particulier.

## Exemples de mots
| i | Aa15 · t | A18 |

| i | Aa15 · t | A18 |

| i | n · p | A18 |

| i | n · p | A18 |

| V25 | V28 | A18 |

| V25 | V28 | A18 |